# Amegilla cincta
Amegilla cincta is een vliesvleugelig insect uit de familie bijen en hommels (Apidae). De wetenschappelijke naam van de soort is voor het eerst geldig gepubliceerd in 1781 door Fabricius.
De diersoort komt voor in Zimbabwe.